# Venta de Baños
Pour les articles homonymes, voir Venta et Baños (homonymie).
Venta de Baños est une commune d'Espagne de la province de Palencia dans la communauté autonome de Castille-et-León. Elle fait partie de la comarque naturelle d'El Cerrato. Elle se situe à 8 km de Palencia, la capitale provinciale, à 37 km de Valladolid, et à 86 km de Burgos.

## Histoire
Son nom vient d'une auberge (venta), actuellement en ruines, datant de l'époque de la création du réseau de grandes routes (red de carreteras de España) sous le règne de Ferdinand VI, et située en 1756 sur le Camino Real de Burgos qui joignait Valladolid à Burgos. Cette auberge proche de Baños de Cerrato était connue comme venta de Baños.
La ville est connue en tant que nœud ferroviaire très important, ce qui a aussi été la raison de la naissance de la ville. Les chemins de fer espagnols et le groupe d'industrie alimentaire Grupo Siro (es) sont les principaux employeurs.

## Patrimoine
La commune possède plusieurs églises remarquables, notamment l'église Saint-Jean-Baptiste de Baños de Cerrato remontant à l'époque wisigothique (VIIe siècle).

## Évènement sportif
Venta de Baños accueille une compétition internationale de cross-country, le Cross international de Venta de Baños (es) auquel ont participé des athlètes parmi les plus connus comme Kenenisa Bekele ou Marta Domínguez, née dans la capitale provinciale toute proche Palencia.

### Sources
- (es) Cet article est partiellement ou en totalité issu de l’article de Wikipédia en espagnol intitulé « Venta de Baños » (voir la liste des auteurs).